# Kleinobringen
Kleinobringen település Németországban, azon belül Türingiában. Lakosainak száma 317 fő (2017. december 31.). Kleinobringen Ramsla és Heichelheim községekkel határos.

## Népesség
A település népességének változása:

| 2017 | 317 |